# Knöpfelbach
Der Knöpfelbach ist ein rechter Zufluss des Störzelbachs im mittelfränkischen Landkreis Weißenburg-Gunzenhausen.

## Verlauf
Der Knöpfelbach entspringt auf einer Höhe von 498 m ü. NHN nördlich von Theilenhofen unweit der Kreisstraße WUG 2 und östlich des Römerkastells Theilenhofen. Der Bach fließt beständig in südwestliche Richtung und durchquert eine weite Offenlandschaft. Er speist mehrere Weiher und hat keine Zuflüsse. Der Knöpfelbach unterquert die Bundesstraße 13, anschließend Kreisstraße WUG 3 und mündet kurz darauf nach einem Lauf von rund 3,1 Kilometern auf einer Höhe von 447 m ü. NHN am südwestlichen Ortsrand von Stopfenheim von rechts in den Störzelbach.